# Kazuo Sakai
Pour les articles homonymes, voir Kazuo et Sakai (homonymie).
Kazuo Sakai, Hanshi 10e dan karaté, 8e dan jujutsu, est un des membres fondateurs de la prestigieuse Kokusai Budoin. Il s'est entrainé des années sous la direction du fondateur du wado-ryu, Hironori Ōtsuka.